# Prognathogryllus elongatus
Prognathogryllus elongatus är en insektsart som beskrevs av Perkins, R.C.L. 1899. Prognathogryllus elongatus ingår i släktet Prognathogryllus och familjen syrsor. Inga underarter finns listade i Catalogue of Life.